# Wilhelm Klein

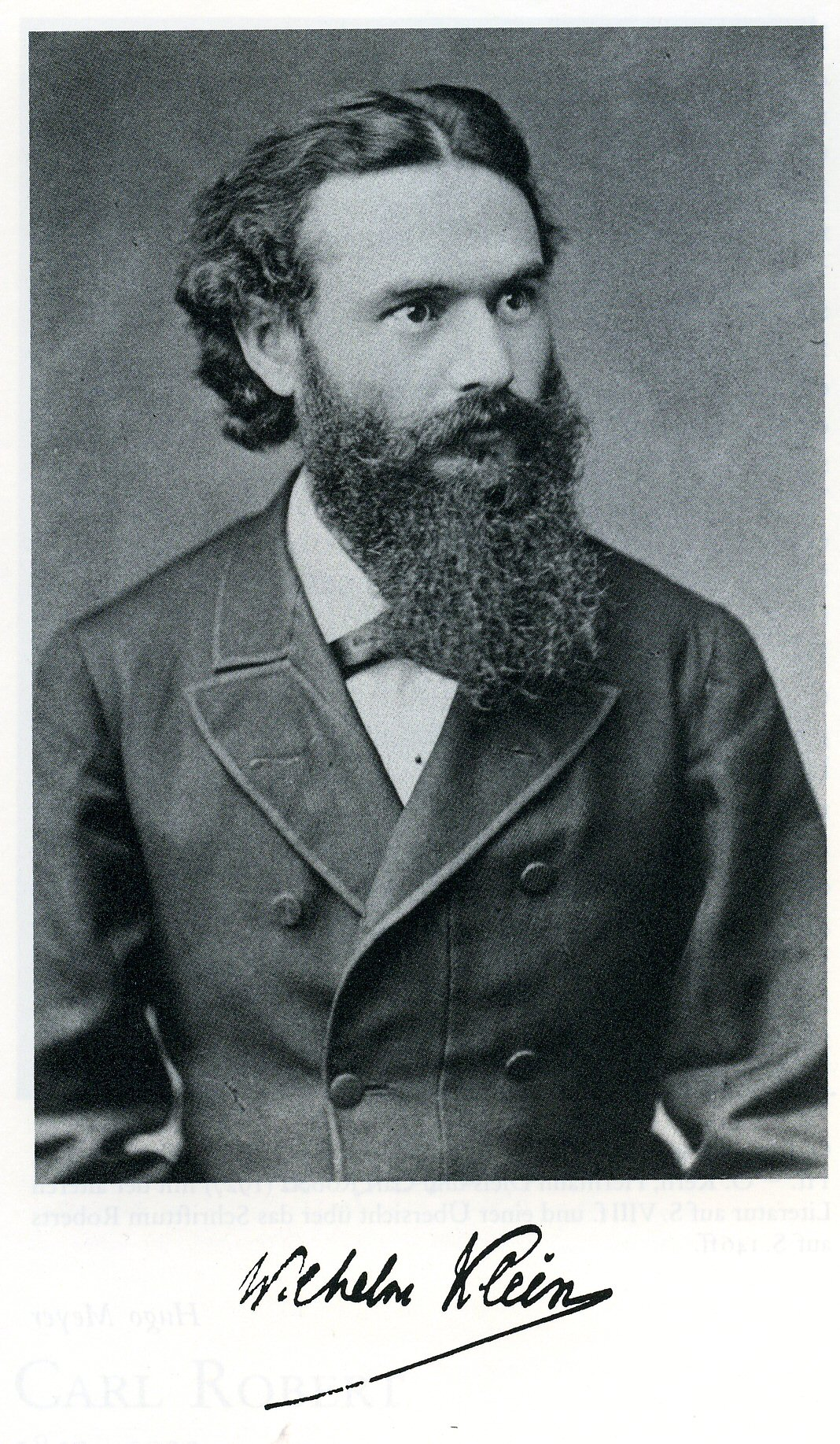
Wilhelm Klein (1850-1924)

Wilhelm Klein (n. 28 noiembrie 1850, Caransebeș – d. 2 februarie 1924, Hejnice, Boemia) a fost un arheolog evreu din Austro-Ungaria.
A studiat mai întâi teologia iudaică apoi filosofia la Universitatea din Viena și la Praga. The Austrian government subsequently sent him to Italia and Grecia, where he engaged in archeological investigations, studying especially antique pottery. Klein was a professor of archeology at the German University of Prague, and a member of the Gesellschaft zur Förderung Deutscher Wissenschaft, Kunst, und Literatur in Böhmen, as well as of the German Archeological Institute. 

## Lucrări
- Euphronius (1886);
- Die Griechischen Vasen, mit Meisterinschriften" (2d edition, Vienna, 1887);
- Praxiteles (1897).